# Brasil para Todos
Brasil para Todos es una organización sin ánimo de lucro brasileña. Su objetivo es la desaparición de todos los símbolos religiosos en las sedes de instituciones públicas. Según la organización, el mantenimiento de los símbolos viola la separación iglesia-estado establecida en la Constitución de Brasil.